# Maskinpistol
 Der er for få eller ingen kildehenvisninger i denne artikel, hvilket er et problem. Du kan hjælpe ved at angive troværdige kilder til de påstande, som fremføres i artiklen.

En maskinpistol er et fuldautomatisk let håndskydevåben, der især anvendes til nærkamp.
Maskinpistolen anvender pistolammunition, og de har en skudkadence på 400-900 skud/min og en effektiv skudvidde på ca. 100 m.
Behovet for et let nærkampsvåben opstod under 1. Verdenskrigs skyttegravskampe, hvor Italien og Tyskland udviklede de første maskinpistoler ved en simpel teknisk modifikation af halvautomatiske pistoltyper. Det skete ved at give pistolen en kolbe og et større magasin, samt ved at indføre det fra maskingeværet kendte system med et ulåst bundstykke.
I mellemkrigstiden fortsatte udviklingen i Europa og USA, og maskinpistolen fandt udstrakt anvendelse under 2. Verdenskrig, især som personligt våben for befalingsmænd. Maskinpistolens militære betydning er nu begrænset, og typen anvendes mest af paramilitære enheder og af politiet til bl.a. terroristbekæmpelse.

## Konstruktion
Den største konstruktionsmæssige forskel på automatiske og halvautomatiske håndskydevåben ligger i bundstykket, der alt efter konstruktionen også kan kaldes en lås. Følgende giver en grov beskrivelse af forskellene:
I begge våbentyper udnyttes det gastryk, der ligger bag projektilet ved afskydningen til at føre bundstykket tilbage mod en fjeder og udkaste det tomme patronhylster.
- I halvautomatiske håndskydevåben spændes hanen samtidig, og bundstykket glider derefter frem og skubber øverste patron fra magasinet foran sig ind i kammeret. Affyring af skuddet sker ved, at en påvirkning af aftrækkeren får hanen til at slå mod slagstiften, så denne presses ind i tændsatsen på patronen.

- På automatvåben forbliver bundstykket i bageste stilling, fastholdt af spændroen. Ved aftræk slipper spændroen, bundstykket føres frem af fjederen og skubber øverste patron med fra magasinet og ind i kammeret. Slagstiften er her enten:
  - Erstattet af en fast knop forrest på bundstykkets anlægsflade, eller:
  - Fjederbelastet og styret af bundstykkets låsemekanisme, så skuddet går af, idet patronen er på plads i kammeret. Herefter skubbes bundstykket tilbage til bageste stilling, og hvis aftrækkeren stadig er trykket ind, gentages processen med næste skud.

## Historisk Oprindelse
Maskinpistolen er en forholdsvis ny og moderne våbentype, der første gang så dagens lys under 1. Verdenskrig, men har sine rødder i opfindelsen af maskinkanoner, maskingeværet og dens bagved liggende teknik, der tog sine første spæde skridt for cirka 1000 år siden.
Ideen om hurtigt affyrende geværer eller kanoner har sikkert eksisteret lige siden skydevåbenets opfindelse i Kina omkring 1230, men den teknologiske ekspertise har manglet.
Der var ingen metaller, der kunne modstå trykket fra vedholdende skud, og der var ingen produktionsteknikker, der kunne fremstille våben med den påkrævede præcision. Nogle af de første maskinvåben affyrede en hel salve ad gangen. Orgelkanonen med oprindelse i middelalderen kunne for eksempel skyde mange kugler af sted på én gang. Navnet kom fra kanonens udseende, hvor de mange kanonløb lå ved siden af hinanden som orgelpiber.
Leonardo da Vinci (1452-1519) var en af mange opfindere, der trods sin pacifistiske (fredelige) indstilling beskæftigede sig med at designe orgelkanoner.

### Maskingevær virkede kun med hestevogn
I 1718 udtog briten James Puckle (1667-1724) patent på en lille kanon, der kunne affyre ni skud hurtigt efter hinanden. De ni kugler var placeret i en roterende tromle, og skift af tromle satte en begrænsning på våbenets hastighed.
Ved en offentlig fremvisning i 1722 affyrede en Puckle-kanon 63 skud på syv minutter. Selv om det var en stor teknisk bedrift, fik Puckle ingen kommerciel succes med sit våben.
Også i Danmark var der interesse for hurtige skydevåben. Nicolai Johan Løbnitz (1798-1858), en af Københavns bedste bøssemagere, udviklede i 1834 et luftgevær, der kunne affyre 80 skud på kun ét minut. Det blev testet af en militærkommission, som slog fast, at det var kraftigt nok til at gennembore en fyrretræsplanke på 76 meters afstand.
Problemet var, at den tilhørende luftpumpe krævede et svinghjul på knap to meter i diameter, og det måtte monteres på en medfølgende hestevogn. Ikke overraskende konkluderede kommissionen, at Løbnitz’ maskingevær var ubrugeligt i kamp.
På Løbnitz’ tid var geværet eller bøssen et frygtet, men ikke særlig effektivt våben, når det kom til krig. For eksempel observerede Richard J. Gatling (1818-1903), opfinder af Gatling-maskingeværet, at der under den amerikanske borgerkrig døde langt flere soldater af sygdom end af skud fra geværer.

### Nye maskingeværer bliver opfundet
Den amerikanske borgerkrig var brudt ud i 1861, og der var stor interesse for nye maskingeværtyper. I perioden november 1862 - juni 1863 blev der indgivet over 80 patentansøgninger på maskingeværer i USA, og én af dem var Gatlings.
Gatlings maskingevær var udstyret med mange roterende geværløb, det samme var dets europæiske forløber, Mitrailleusen, der blev opfundet af en belgisk kaptajn i 1851. Både mitrailleusen og Gatlings maskingevær blev drevet af et håndsving. Rotationen var med til at sikre, at geværløbene ikke blev overophedede.
I modsætning til mitrailleusen, som skulle lades manuelt, havde Gatling udstyret sit maskingevær med en ladningsmekanisme, hvor kuglerne – én efter én – faldt ned i geværet gennem en tragt.
Med en trænet skytte kunne mitrailleusen kunne skyde op til 125 skud i minuttet. Selv utrænede skytter kunne snildt klare 200 skud per minut med Gatlings maskingevær.

### Brugt til at rydde demonstrationer
Maskingeværer var i 1800-tallet typisk monteret på et kraftigt, lavt stativ kaldet en lavet, som også blev brugt til at transportere mindre kanoner.
Maskingeværerne led af samme svaghed som Løbnitz’ opfindelse fra 1834 – nemlig begrænset mobilitet – omend ikke i så udpræget grad. Maskingeværerne vandt ikke stor udbredelse i den amerikanske borgerkrig eller andre større krige fra samme tid, og deres militære betydning i større slag var lille.
Maskingeværer var derimod langt mere anvendelige, når det gjaldt om at håndhæve overmagten i de europæiske og amerikanske kolonier. Der er mange eksempler på, at maskingeværer blev brugt til at meje store menneskemængder ned i forbindelse med oprør og demonstrationer.
Nogle mente endda, at sådanne massakrer kunne forsvares rent moralsk: "Når kolonimagterne var i besiddelse af så overlegne våben, måtte det være, fordi europæerne også var andre folkeslag overlegne på alle andre punkter og derfor havde ret eller endda forpligtigelse til at håndhæve den militære dominans". Sådan lød den forskruede argumentation.
I 1884 demonstrerede Hiram Stevens Maxim (1840-1916) en måde at bruge geværets rekyl til genladning, så det ikke længere var nødvendigt at bruge håndsving. Maxim-maskingeværet kunne affyre 600 skud i minuttet.
Som andre samtidige maskingeværer skulle der et hold af soldater til at operere det, og det blev mest brugt i kolonierne. Efterhånden som Maxim-maskingeværerne blev kendt og frygtet, var det ofte nok at demonstrere Maxim-maskingeværets kraft for at afskrække lokale oprørere.

### Maskingeværet bliver krigsmateriel
1. Verdenskrig var et vendepunkt for den taktiske brug af maskingeværet. En lettere, enklere og mere pålidelig udgave af Maxims maskingevær var blevet udviklet af det britiske ingeniørfirma Vickers, der opkøbte Maxims firma i 1896. Vickers’ maskingevær kunne ikke skyde hurtigere end Maxims, men det kunne til gengæld affyre en million skud efter hinanden uden svigt.
Det var dog ikke briterne, men tyskerne, der først indså den taktiske værdi af de mere mobile og mere stabile maskingeværer. Det tyske Maschinengewehr 08 eller bare MG 08 var som Vickers en forbedret kopi af Maxim-maskingeværet.
Ved krigens udbrud i 1914 havde Tyskland over 12.000 MG 08’ere, og alene i 1916 blev der produceret 14.400. Mens nogle britiske bataljoner ofte kun var udstyret med få maskingeværer, placerede tyskerne som regel mange maskingeværskytter helt i front mod fjenden.
Slaget ved Somme var en britisk-fransk offensiv i sommeren og efteråret 1916, og det er et af de blodigste slag i verdenshistorien med 1,1 million døde. Maskingeværer stod for en stor andel af tabene. Slaget var en skyttegravskrig, hvor ethvert forsøg på fremrykning kunne mejes ned med maskingeværsalver.
De britiske generaler var ved slagets begyndelse fast besluttet på at angribe med fodfolk/infanteri og kavaleri, hvilket gav de tyske maskingeværskytter let spil. 1. juli 1916 døde 60.000 britiske soldater, hvoraf langt de fleste faldt for kugler fra tyske maskingeværer.
Først i slagets allersidste fase indsatte briterne og franskmændene pansrede tanks mod de tyske maskingeværpositioner, og det gav resultat. Selv om tyskerne hurtigt havde taget maskingeværet i brug som taktisk våben til skyttegravskrig, var de mere forbeholdne over for brug af tanks og byggede selv kun få eksemplarer. Det var med til at vende krigens gang.

### Maskingeværet bliver håndholdt
Udviklingen af maskingeværet til et relativt let, transportabelt og hurtigt affyrende våben var med til at ændre den måde, krig bliver ført på. I 1. Verdenskrig blev mange nye opfindelser inkorporeret i krigsførelsen. Særligt skyttegravskrigen på vestfronten blev en årelang nedslidningskrig hvor begge sider anvendte ny tekonolgi til at påføre modparten maksimalt mulige tab. Anvendelsen af maskingeværet betød, at offensiver fra skyttegravsstillinger normalt var umulige, og den angribende side fik hurtigst ødelæggende tab.
Forfatteren Erich Maria Remarque (1898-1970) beskrev i bogen 'Intet nyt fra vestfronten' (1929) den følelse af meningsløshed, som krigen havde indgydt i mange: »Bombardementer, spærreild, tæppeild, miner, giftgas, tanks, maskingeværer, håndgranater – ord, ord, men de rummer al verdens rædsel.«
Ved afslutningen på 1. Verdenskrig i 1918 opfandt amerikaneren John T. Thompson (1860-1940) en af verdens første maskinpistoler, som en enkelt person kunne bære alene. Den skulle anvendes i skyttegravskrigene i Europa, og prototypen gik under navnet Annihilator (udsletter).
Krigen sluttede netop, som Thompson i samarbejde med sine tre kompagnoner havde afsluttet udviklingsarbejdet. De erstattede den komplicerede rekylladning, som de fleste tidligere maskingeværer anvendte, med en mere simpel mekanisme til bagstykkeladning.
Den blev patenteret i 1915 af John Bell Blish (1860-1921). Maskinpistolens officielle navn var 'Thompson’s sub-machine gun', og den fik hurtigt tilnavnet Tommy gun.
Tommy gun’en vandt med sit karakteristiske runde patronmagasin udbredelse under forbudstiden i USA fra 1920 til 1933. Det er nok den maskinpistol, der er bedst kendt fra populærkulturen, især amerikanske gangsterfilm.
At Tommy-gun’en var mere populær i gangsterkredse end blandt politifolk, ser man i en berømt skududveksling i Brian de Palmas gangsterfilm De urørlige (1987). Scenen finder sted på en trappe i Union Square-togstationen i Chicago. Her kæmper to brave politifolk med rifler og pistoler mod en gruppe gangstere, hvoraf flere er bevæbnet med Tommy guns.
Scenen er for øvrigt inspireret af en tilsvarende trappescene i Sergei Eisensteins Panserkrydseren Potemkin (1925), der viser, hvordan civile jøder under den sidste bølge af russiske pogromer i 1905 bliver beskudt af Zarens soldater i byen Odessa – dog uden brug af maskinpistoler.

### Udviklingen fortsætter under mellemkrigstiden
Det var som nævnt tidligere først efter slutningen af 1. Verdenskrig, at man begyndte at indføre maskinpistoler på våbenmarkedet. Således var den tyske Bergmann-Pistol M 18/1 (se billede 1 til højre) i 1918 indført i et antal af ca. 35.000 enheder. I de første år efter 1. Verdenskrig, da våbenudviklingen blev ret stillestående, berørtes maskinpistolen ikke i samme grad heraf som de øvrige våbentyper, maskingeværer, rifler og kanoner, idet man i flere lande var begyndt at indføre den hos de forskellige nationale politi i løbet af 1920´erne og op gennem 1930´erne. 
I slutningen af 1930´erne blev maskinpistolen igen aktuel som et led i soldatens udrustning. Dette skyldes til dels den i dette tidsrum stedfundne udvikling, som gjorde, at den nu kunne betragtes som så godt som fuldkommen, og til dels infanteriets stadige trang til ildkraft og sikkerhed på de afstande, hvor ildstøtte bagfra måtte ophøre. Den skete udvikling i mellemkrigstiden havde til dels medført ændringer af tidligere bestående typer af maskinpistoler og til dels skabt flere nye frem imod den 12. august 1938.
Nogle af de maskinpistoler, der bl.a. blev opfundet i mellemkrigstiden og anvendt under 2. Verdenskrig var:
- Bereta Bergmann (Oprindelseslande: Italien og Tyskland)
- Erma Neuhausen (Oprindelseslande:Belgien og Schweiz)
- Rheinmetall Suomi (Oprindelseslande: Finland og Tyskland)
- Thompson maskinpistol (Oprindelseslande: Sverige og U.S.A.) - velkendt fra flere amerikanske gangsterfilm under kælenavnet "Tommy Gun".
- MP40 (Oprindelsesland: Tyskland)
- Stengun (Oprindelsesland: Storbritannien) - blev bl.a. kastet ned fra luften til de europæiske modstandsbevægelser.[3]

### Efter 2. verdenskrig
Den 15. august 1945, hjemsendes de sidste modstandsfolk, der kæmpede imod den tyske besættelsesmagt i Danmark, og regionerne afvikledes. De forsatte dog den organisatoriske styring af de hjemsendte enheder.
Der blev herunder udstukket direktiver (regler og love) for afholdelse af visse øvelser, samt registrering af våben.

De mange våben vakte politiske bekymring i samfundet
De mange højst forskellige våben gav anledning til alvorlig politisk bekymring hos regeringen og regionerne.
1. Hvordan skulle man holde styr på de mange, også svært kalibrede, våben der var i hænde på mange mange forskellige mennesker? Mennesker af højst forskellig både politisk situation og status, hvor russerne stod lige om hjørnet.
2. Hvordan hindrede man misbrug til almindelige kriminelle handlinger blandt befolkningen i samfundet?

Dette ønske om kontrol med våbnene blev faktisk den politiske vilje til at oprette hjemmeværnsforeningerne.

Den 4. september 1945 udsendte generalkommandoen, nærmere retningslinjer for dannelsen af hjemmeværnsforeninger. Modstandsfolk, der ikke ville tilslutte sig disse, skulle hjemsendes - uden våben.
Våben og ammunition var der mange af. Nedkastede, samt efterladte tyske våben, speciel den tyske Mauser karabin 98, med tilhørende temmelig store ammuntionsbeholdninger.
Der fandtes også tungere våben som f.eks. Bazookas og håndgranater.

### Det danske hjemmeværns våbenarsenal efter 2. Verdenskrig[4]
Hjemmeværnet tog især det svenske Gevær M/96 (et repetergevær med Mauserlås ligesom det tyske) og den britiske Lee Enfield riffel No. 4 til sig efter krigen.
Geværerne blev anvendt af Den Danske Brigade under besættelsen og efter hjemkomsten i 1945, kom de til at udgøre hærens geværbestand.
De svenske geværer, der fandtes i 3 forskellige udførelser, var meget præcise, hvorfor man satte stor pris på dem i hjemmeværnet, hvortil de kom, da de blev udfaset i hæren.
Herunder følger yderligere nævneværdige skydevåben under kategorien maskinpistoler- og maskingeværer, som Den danske hær og hjemmeværnet har gjort brug af siden 2. Verdenskrigs afslutning.

#### Den Britiske Stengun
Våbnet, den britiske maskinpistol Stengun, der bl.a. blev kastet ned fra luften til de europæiske modstandsbevægelser under 2. Verdenskrig, blev i 1945 officielt betegnet "9 mm Maskinpistol M.45E", da den blev indført i hæren.
Våbnet blev under krigen konstrueret af obersterne Sleap og Tickle i Enfield og blev fremstillet i flere typer, hvoraf Mark II er den her i landet nuværende hyppigst forekommende. Typebetegnelsen er indstemplet i magasintuden, hvor en stjerne angiver en  modifikation af hovedtypen.
Maskinpistolen var meget anvendt i Hjemmeværnsforeningerne, men blev i Hjemmeværnet hurtigt afløst af Husguarnaen, der var mere pålidelig - til gengæld blev den britiske Stengun anvendt så sent som under Vietnamkrigen af både amerikanske og britiske specialstyrker m.fl. og indgår formodentlig endnu i disse våbenforråd.

##### Den Canadiske Brengun
Et fjerde våben, maskingeværet Brengun, der er en videreudvikling af det tjekkiske lette maskingevær ZB 26, blev under krigen fremstillet i Canada og indgik som et standard gruppevåben i den britiske hær, ligesom en del af dem blev nedkastet til brug for modstandsbevægelsen og senere hen brugt af hjemmeværnet. Det er et præcist skydende, robust maskingevær med lav skudkadence.

##### Den SvenskeHusquarna Maskinpistol
Denne maskinpistol kan med rette betegnes som "det kære barn med mange navne", idet den i daglig tale blot hed "HUSQUARNA", men som officielt først hed "Maskinpistol M/37-39 S (tType Suomi)" eller "Husquarna", derpå "Maskinpistol M.44 Husquarna" for at slutte med betegnelsen "MP M/44 (37) (Husquarna)".
Maskinpistoler af denne type blev fremstillet i Sverige under betegnelsen M/37 - 39, og som sådan anvendt af Brigaden i Sverige og modstandsbevægelsen, hvor begivenhederne omkring "den skæve våbenfordeling" er uløseligt knyttet til denne våbentype. Herefter blev den anvendt såvel i hæren som i hjemmeværnet og efter indførelsen af MP M/49 Hovea i hæren overførtes dennes beholdninger til hjemmeværnet.
I regionerne ombyttede man de udleverede Sten-gun`s med Husquarnaerne i Oktober kvartal 1955.

#### LET MASKINGEVÆR M/48("Jomfru Madsen")
Let maskingevær M/48 ("Jomfru Madsen") afløste de engelsk-canadiske Brengun`s der havde været benyttet fra hjemmeværnsforeningernes tid.
Dette dansk konstruerede og fremstillede maskingevær, der byggede på erfaringerne fra førkrigstidens rekylgeværer, var i de rette hænder et særdeles velskydende og træfsikkert våben, hvis største mangel var, at det blev ladet fra magasin og ikke fra bånd. Det gjorde stor fyldest i både hær og hjemmeværn, indtil det blev udskiftet med M/62.

#### MP M/49 - HOWEA
Denne maskinpistol, der er udviklet i Sverige, hvor den første antagne blev betegnet "Hovea M.44", blev hjembragt af  Den Danske Brigade  i Sverige i et antal af 1 stk.. der blev overgivet til Hærens teknisk Korps til nærmere undersøgelse.
I 1948 opnåede H.T.K. fremstillingsret til våbnet, men først i 1950 kunne man foretage prøveskydninger med de første 750 dansk fremstillede MP M/49. I 1951 foretog man forsøg med løsskydningspiber og svensk løs ammunition, og i 1952 kunne man afslutte fremstillingen af det første parti dansk producerede maskinpistoler og satte samtidig en produktion på 15,000 i gang. Samme år indførtes en ændret magasintype, hvilket er forklaringen på, at der findes to lidt forskellige magasintyper til dette våben.
MP M/49 fordeles i forhold til Husquarnaen er til dels prisen, der kun udgjorde ca. 1/3 af denne, til dels den lavere skudkadence og større præcision og lettere betjening - alt efter svenske forsøgsresultater fra 1944/45.

#### Maskingevær MG M/62.
Maskingeværet MG M/62 (MG 62) er et vesttysk fremstillet båndføde maskingevær, der stort set er en videreførelse af det tyske maskingevær M/42, der under 2. verdenskrig havde vist sig som et af de mest effektive og robuste gruppevåben, bl.a. på grund af sin høje skudhastighed. I Danmark blev det indført til brug i hele forsvaret som afløser for "Jomfru Madsen".

#### Let støttevåben M/04 ( LSV )
Det seneste nye og moderne maskingevær anno 1990 var en blanding mellem den oprindelige maskingeværstanke og den klassiske "angrebsriffel" med semi-automatisk eller automatisk skudkadence.
Let støttevåben M/04 var produceret af Diemaco (nu: Colt Canada) under navnet Light Support Weapon.
Våbnet er indfaset i spejder- og infanterienheder i Hæren og der blev indkøbt 556 stk. til Hjemmeværnets indsatsstyrke som erstatning for let maskingevær M/62.
Let støttevåben M/04 blev indfaset som erstatning for LMG M/62, maskingeværskyttens personlige våben, mens LMG 62 overgik til at blive et decideret gruppevåben. Det vil sige at en MOTOV gruppe kom til at råde over såvel to stk. LMG, som alle kunne indsættes afhængigt af opgaven.
Fordelene ved LSV var indlysende; det er i samme familie som geværerne GV M/95 og K M/96, og har som følge deraf mange kompatible komponenter og samme kaliber. Ydermere er det magasinfødet og kan benyttes med de samme magasiner som gevær M/95 og karabin M/96, hvorfor omfordeling af ammunition inden for enheden ikke alene gøres muligt, men uhyre nemt, idet ammunitionen ikke skal omlades fra et bånd til magasiner.
Ulemperne i forhold til Let maskingevær M/62 er den lavere skudkadence, dårligere gennembrydningsevne som følge af en mindre kaliber, den manglende mulighed for båndfødning og ikke mindst den manglende mulighed for pibeskift.

## Maskinpistol, -gevær eller -kanon?
Der er ikke en entydig måde at skelne mellem maskinpistoler, -geværer og -kanoner på.
Man kan drage en grænse baseret på kaliber, hvor maskinkanoner typisk har en kaliber større end 16 millimeter, mens maskinpistolers kaliber er under 11,5 millimeter (0,45 tommer).
Man kan også se på design og anvendelse, hvor maskingeværer typisk har lange geværløb som rifler og er svære eller direkte umulige at benytte alene.
Tommy gun’en og senere opfindelser som den russiske AK-47 (1946-48), den israelske Uzi (1948) og den tyske MP5 er håndholdte maskinpistoler. Dansk politi er bl.a. udrustet med sidstnævnte.
Det meget anvendte M60 Patton, som er en amerikansk videreudvikling fra 1957 af det tyske MG42, der blev brugt under 2. Verdenskrig, har en kaliber på 7,62 millimeter.
M60 er dog et maskingevær, fordi det som regel bliver opereret af et team på tre personer.
M/62, som den danske hær benyttede frem til 2014, er i familie med M60 og er et såkaldt letmaskingevær, der godt kan benyttes af en enkelt soldat.